# Fort Crèvecœur (Ghana)
Pour un article plus général, voir Forts de la côte ghanéenne.
Le Fort Crèvecœur, connu aussi sous le nom de Fort Ussher, était avec le Fort Osu et le Fort James, l'un des trois comptoirs coloniaux fortifiés construits au milieu du XVIIe siècle par les Néerlandais, à 150 kilomètres à l'est d'Elmina, sur une éminence rocheuse de la Côte de l'Or du Ghana, entre deux lagunes, à une journée de marche de la ville d'Accra. Il fut un important lieu de la traite négrière, et fait partie depuis 1979 des forts de la côte ghanéenne inscrits sur la liste du patrimoine mondial de l'Unesco.

## Historique

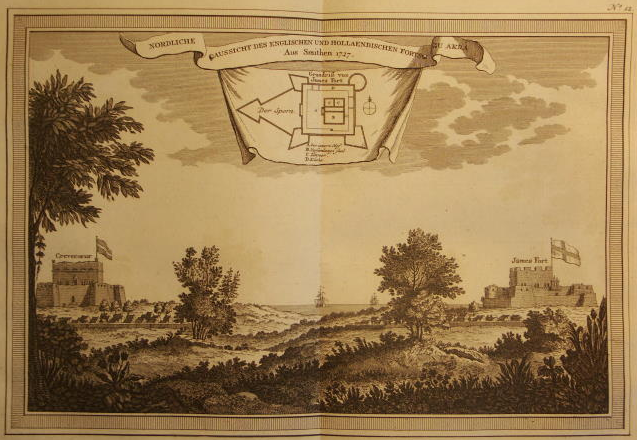
Fort Crèvecœur (à gauche) et Fort Saint-James (1727).

Les négociations pour bâtir un fort hollandais sur ce site avaient commencé dès 1610, mais n'aboutirent que beaucoup plus tard. Fort Crèvecœur a été bâti en 1642 sous forme de simple comptoir, puis agrandi en 1649 par la Compagnie néerlandaise des Indes occidentales, l'un de ses représentants Henry Caerlof entretenant de bonnes relations avec le Dey de Fetu ce qui lui permit de construire un peu plus tard en 1652 le futur Fort Christiansborg, alors appelé Fort Osu, pour le compte de la Compagnie suédoise d'Afrique. Les Français, la même année, prirent le fort Crèvecœur pour lui donner son nom, avant de céder rapidement la place à un retour des Hollandais. Les Français étaient au XVIIe siècle plutôt présents au Ghana dans le royaume d'Eguafo.
Le fort hollandais Crèvecœur et le fort anglais James n'étaient ni aussi imposants ni aussi importants du point de vue politique que celui d'Elmina et que le Fort de Cape Coast, construits 150 kilomètres plus à l'ouest, mais apportaient à leurs propriétaires des revenus importants.
Le Fort Crève-cœur, à l'est du port actuel, devait devenir ensuite Ussher Fort. Seulement 12 des 27 forts du XVIIe siècle qui ont survécu sur la côte du Ghana sont encore en bon état. Les Hollandais ont repris deux forts des Portugais et construit neuf autres par eux-mêmes. Les Anglais ont construit dix forts, presque tous après 1660.

### Depuis l'indépendance du Ghana en 1957
En 1979, il est inscrit sur la liste du patrimoine mondial de l'Unesco, avec 27 autres forts de la côte ghanéenne, sous le nom de « Forts et châteaux de Volta, d'Accra et ses environs, et des régions centrale et ouest ».

## Galerie

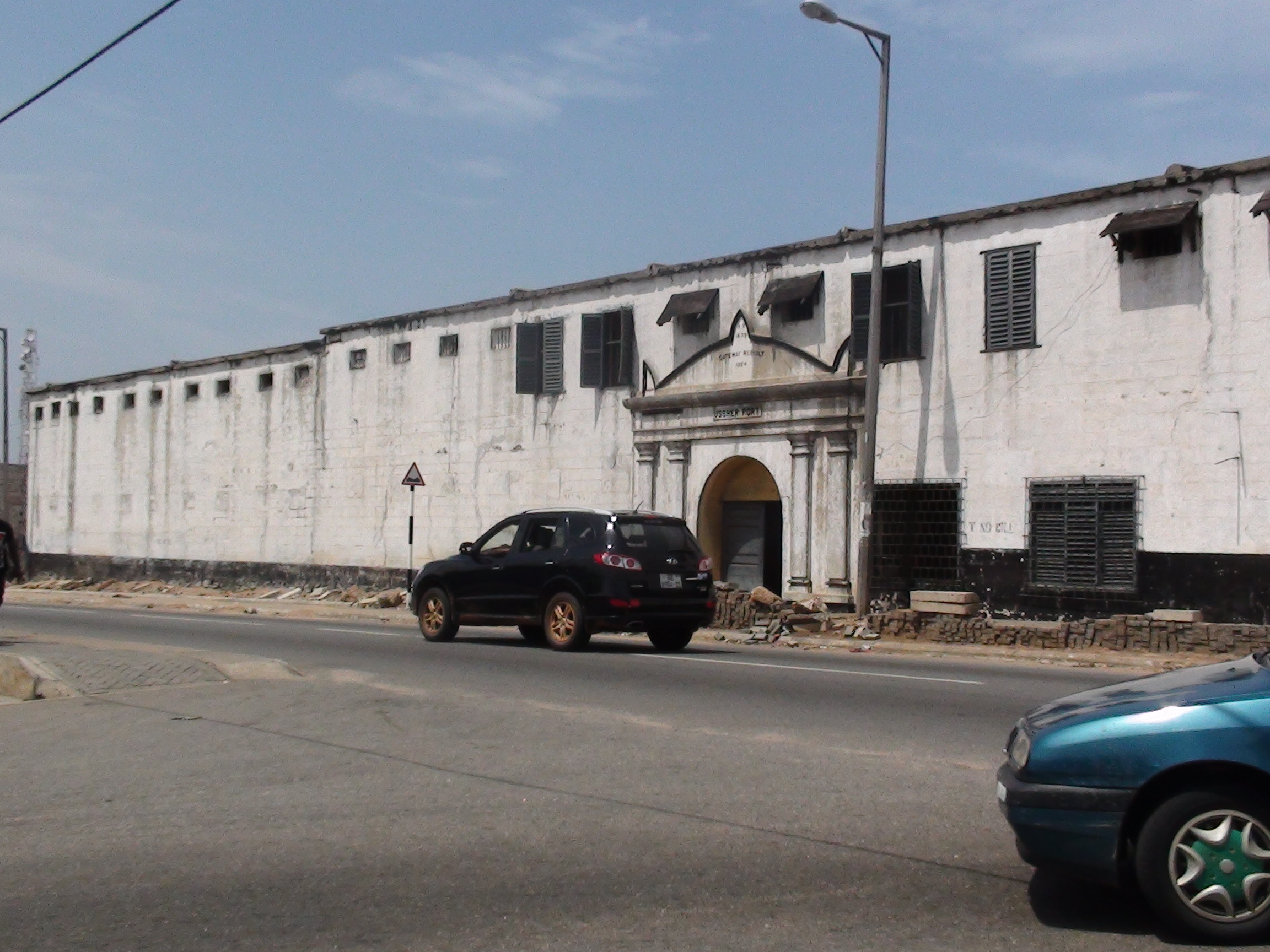
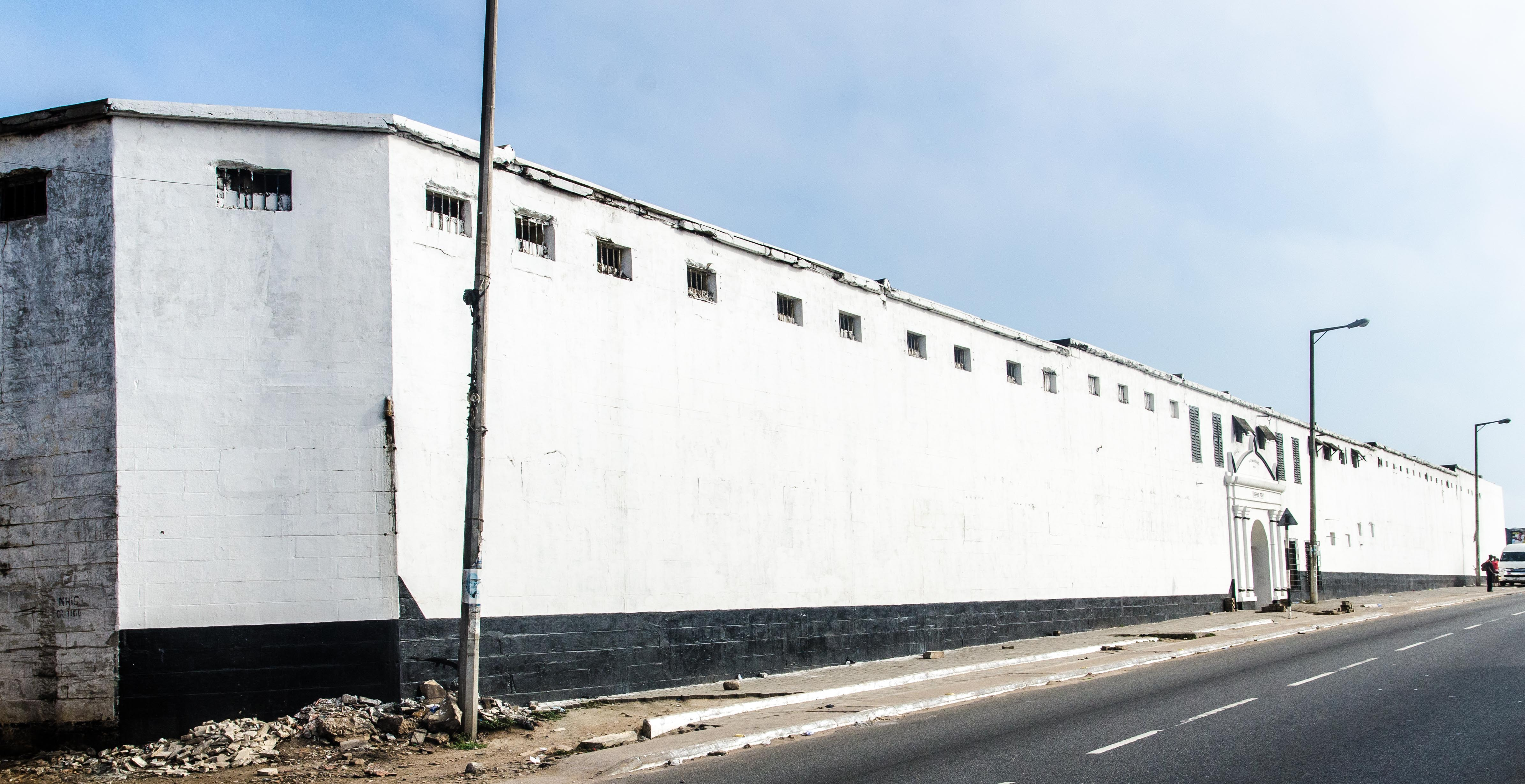
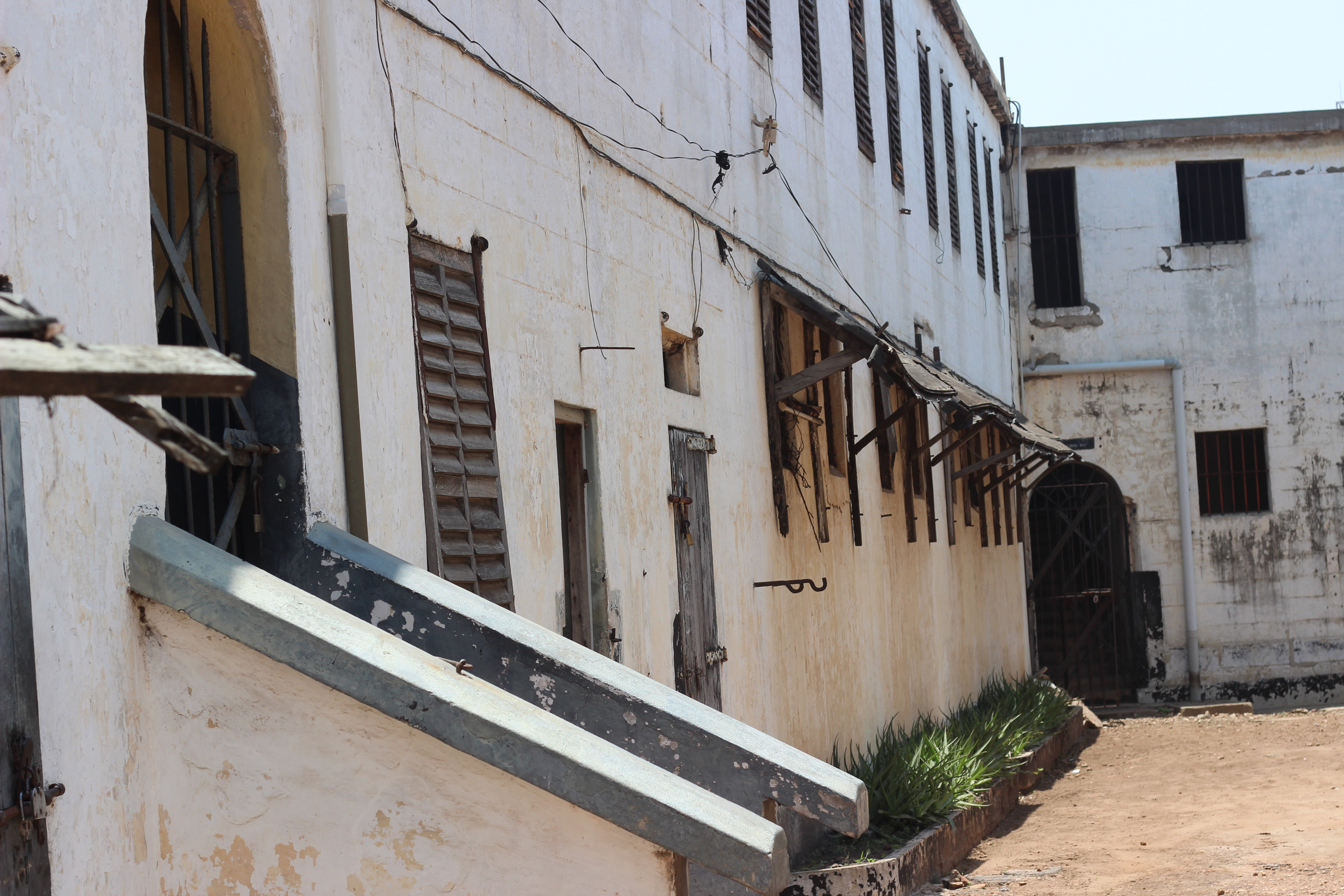
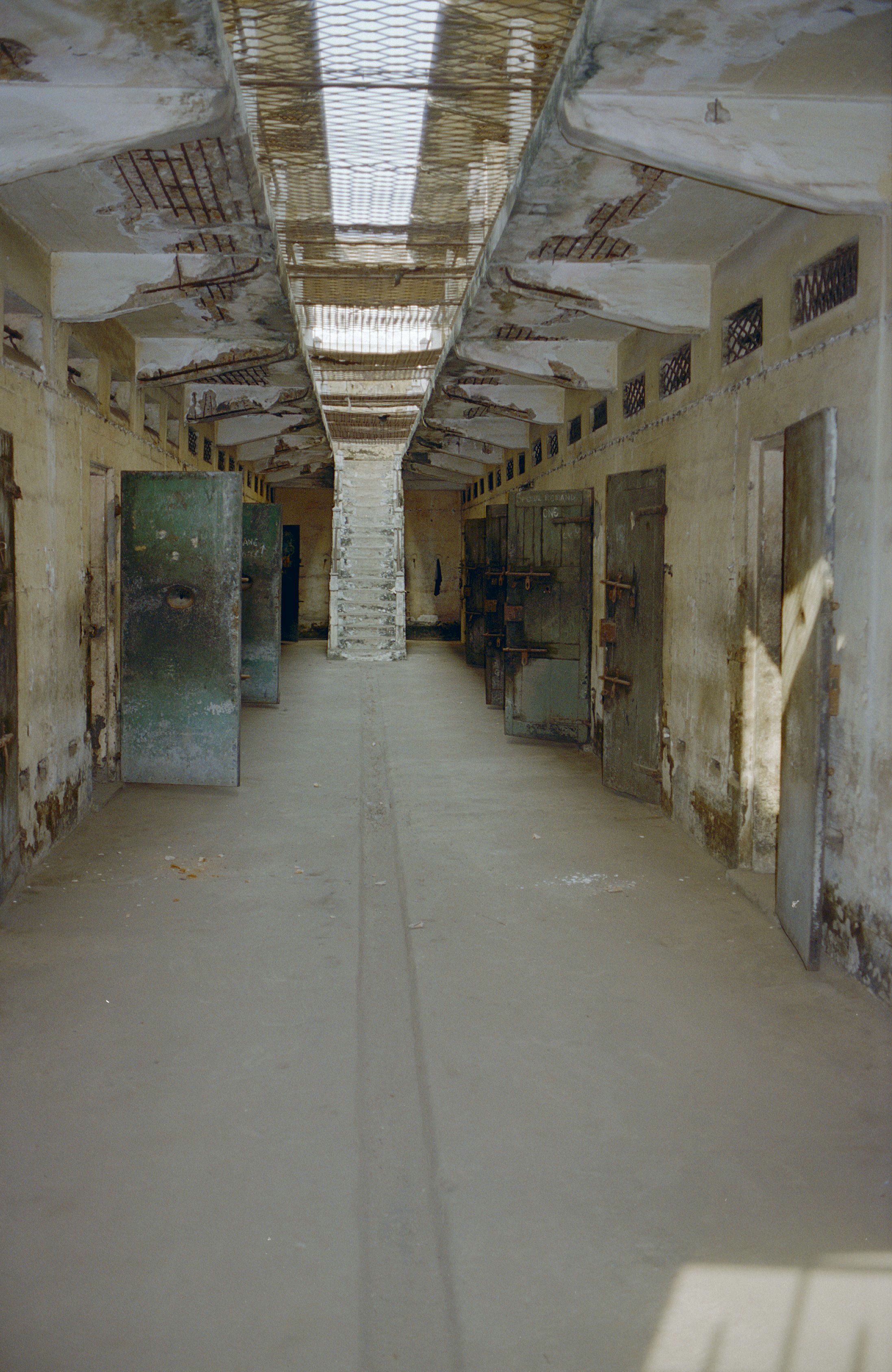
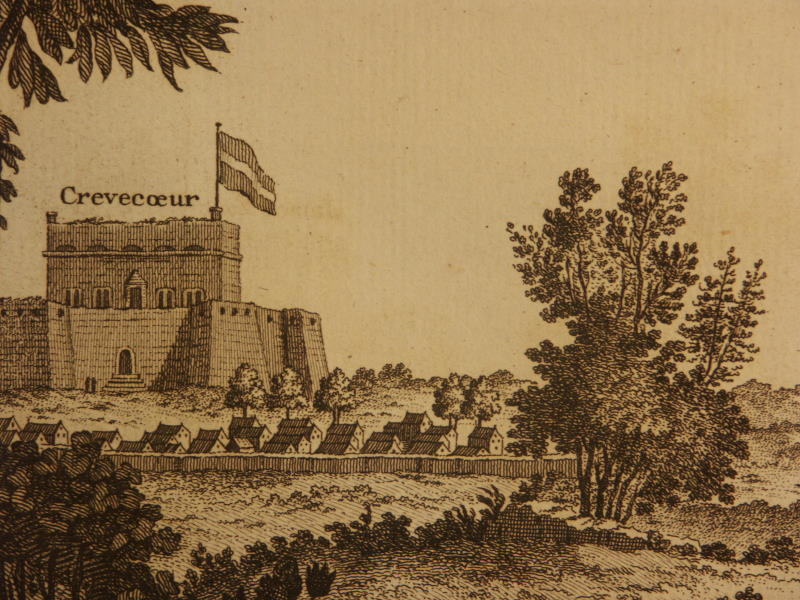
Le fort au milieu du XVIIIe siècle.